# Eduard Puricelli
Eduard Puricelli (* 16. November 1826 in Rheinböllerhütte; † 4. Dezember 1893 in Trier) war Unternehmer aus der Industriellenfamilie Puricelli und Mitglied des Reichstags des Norddeutschen Bundes.

## Leben
Sein Vorfahr Giacomo Antonio Puricelli (* 1719; † unbekannt) kam vom Comer See. Sein Vater Heinrich Puricelli (1797–1876) war mit seinen Brüdern Friedrich Ludwig (1792–1880) und Carl II. Theodor (1784–1872) Inhaber der Rheinböllerhütte. Seine Mutter war Eugenia Traschier (1807–1873). Eduard besuchte als 9-Jähriger von 1835 bis 1839 die de Laspéesche Erziehungsanstalt in Wiesbaden. Ab 1854 war er im familieneigenen Krefelder Gaswerk tätig. 1860 kaufte er als 34-Jähriger ein Gaswerk in Trier und schloss 1865 einen langfristigen Gaslieferungsvertrag mit der Stadt Trier ab. So brachte er noch vor der Erfindung der Elektrizität bzw. der Glühbirne Licht in Stadt und Häuser. Neben dem Aufbau einer Leuchtgasversorgung erwarb er Beteiligungen zur Erzversorgung des eigenen Unternehmens, u. a. in Nancy, war Miteigentümer einer Hüttengesellschaft mit Niederlassungen in Trier und in Rheinböllen. Zeitweise zählte er zu den reichsten Bürgern der Stadt Krefeld. Am 28. Januar 1880 heiratete er Hyacinthe Gertrud Reckling (1832–1899). Auch erwarb er das spätere, nach seinem Schwiegersohn genannte Weingut Freiherr von Schorlemer.
1867 war er Mitglied des neu gewählten Reichstags des Norddeutschen Bundes für den Wahlkreis Trier 3 (Trier-Stadt). Nach dessen Konstituierung schloss er sich der Freikonservativen Vereinigung an.
Er stiftete u. a. das Waisenhaus Helenenberg, den Schrein für die Heiliger-Rock-Reliquie, die Puricelli'sche Stiftung in Rheinböllen und die Voltmann-Orgel für die Pfarrkirche St. Peter in Lieser.
Eduard hatte zwei Schwestern. Eugénie Puricelli (1840–1862), genannt Jenny, starb bereits mit 21 Jahren an Tuberkulose. Seine vier Jahre jüngere Schwester Franziska Puricelli (1830–1896), genannt Fanny, überlebte ihn um drei Jahre. Sie war verheiratet mit ihrem Cousin Carl III (1824–1911) und starb mit 66 Jahren als geachtete Stifterin der Stadt Bad Kreuznach.
Beide Söhne Puricellis verstarben früh. Seine einzige Tochter Maria Helena Henrietta Brigitta Puricelli (* 1. Februar 1855 in Krefeld; † 1936) heiratete 1880 den hohen preußischen Beamten Clemens Freiherr von Schorlemer-Lieser. Nach Schorlemers Wechsel nach Koblenz 1905 ließen sie ein prachtvolles Schloss Lieser bei Bernkastel-Kues errichten und nannten sich fortan Freiherren von Schorlemer-Lieser. Selbst Kaiser Wilhelm II. zählte zu ihren zahlreichen Gästen. Heute ist es ein Hotel.

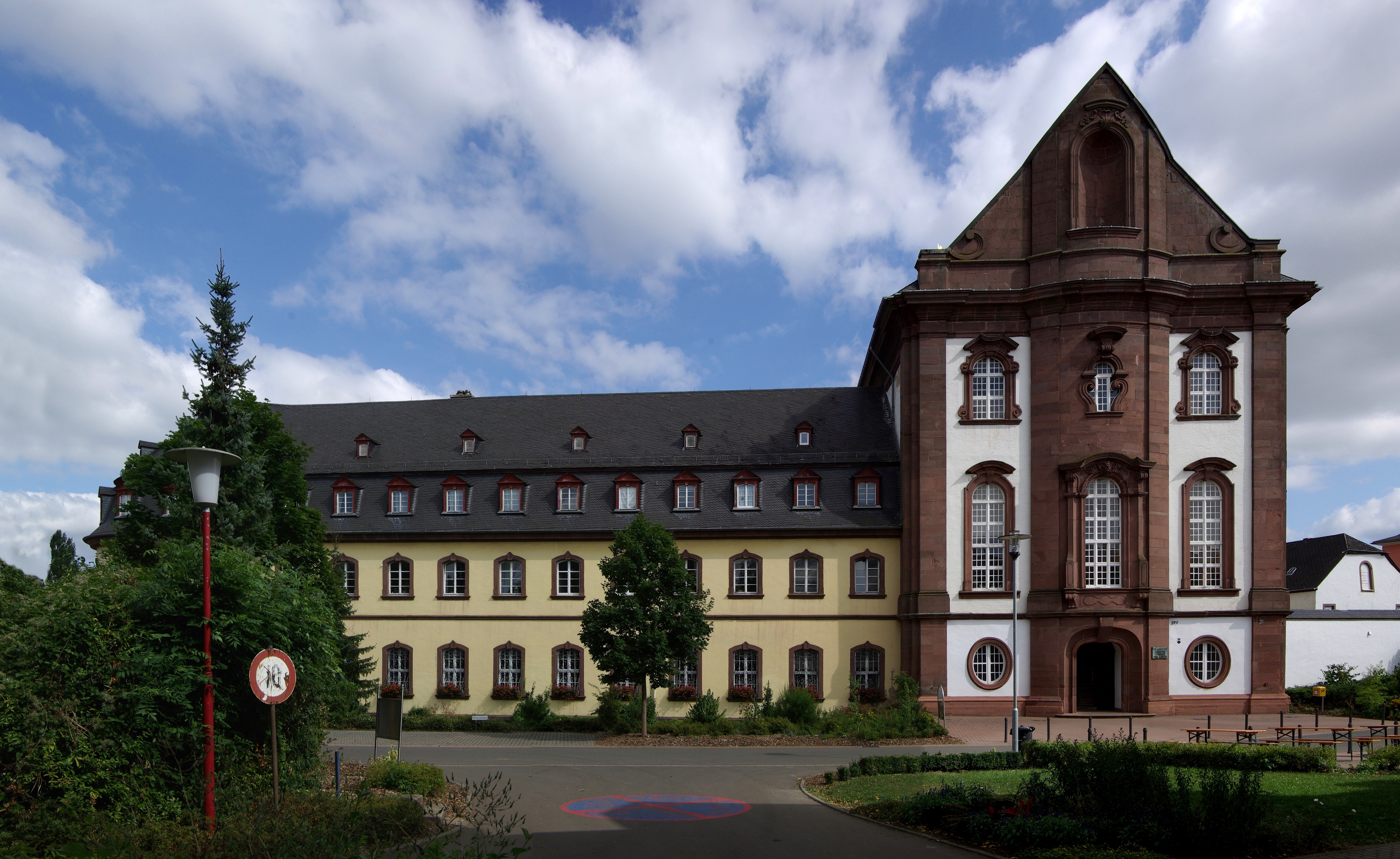
1897 schenkten die Puricellis es der Trierer Diözese als Waisenhaus Helenenberg (Welschbillig)- (Eduardstift)
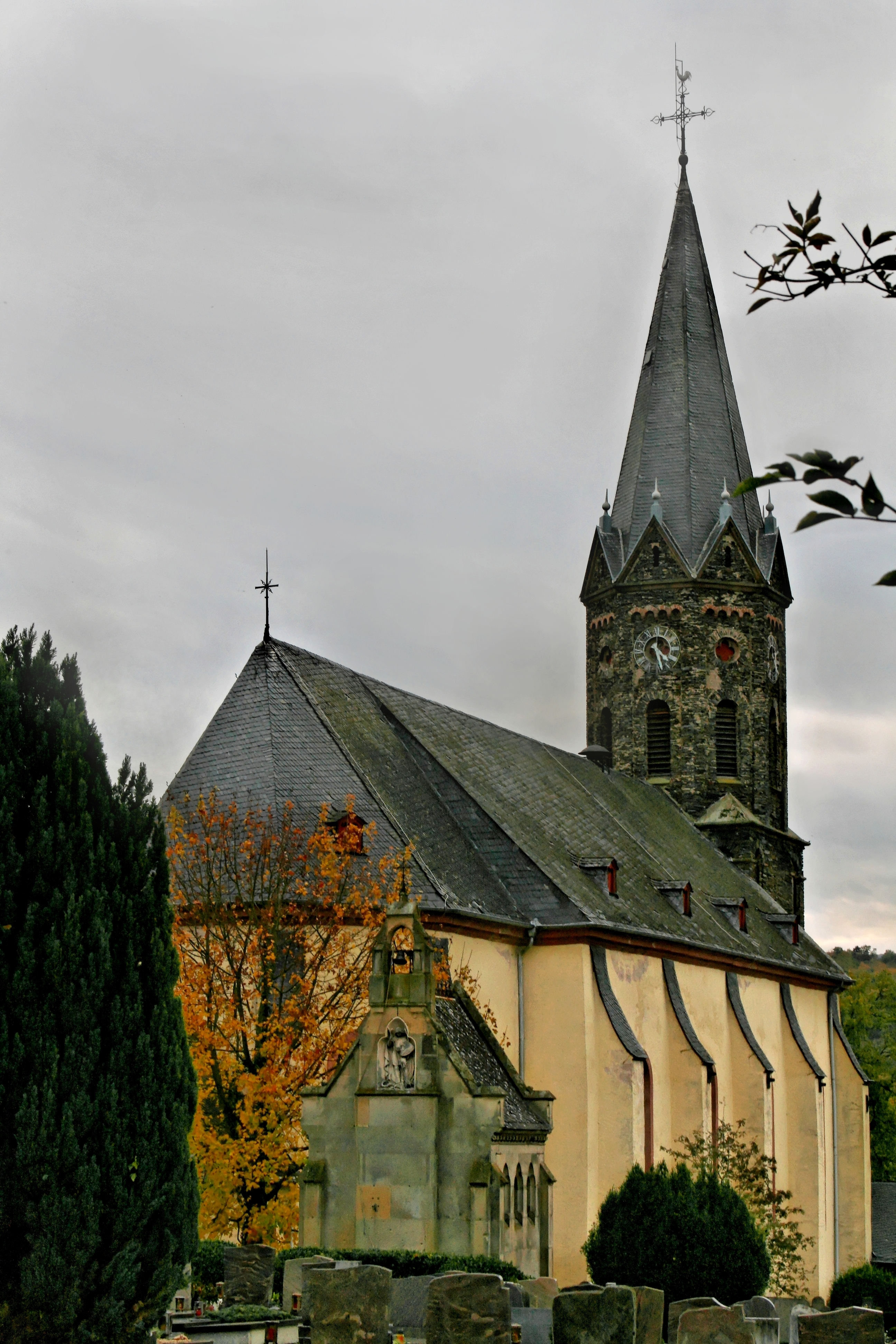
Pfarrkirche St. Peter in Lieser im Vordergrund die neugotische Gruftkapelle der Familien Puricelli und von Schorlemer
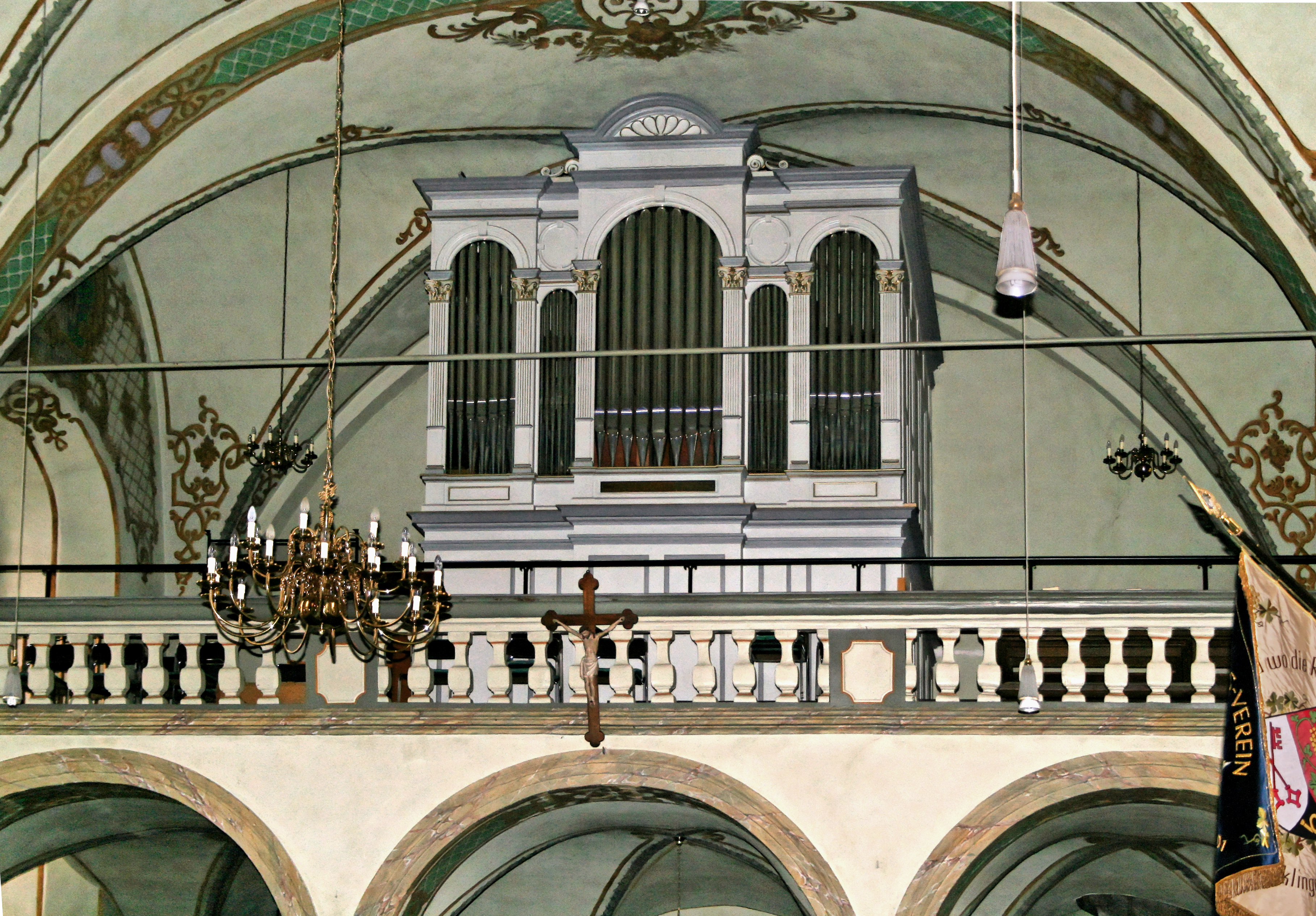
Lieser Petruskirche mit Voltmann-Orgel
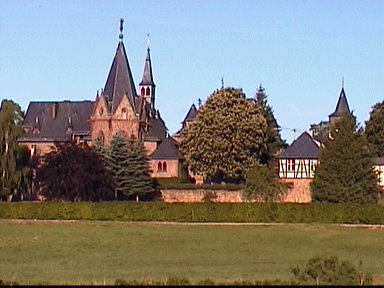
Puricelli-Stift Rheinböllen
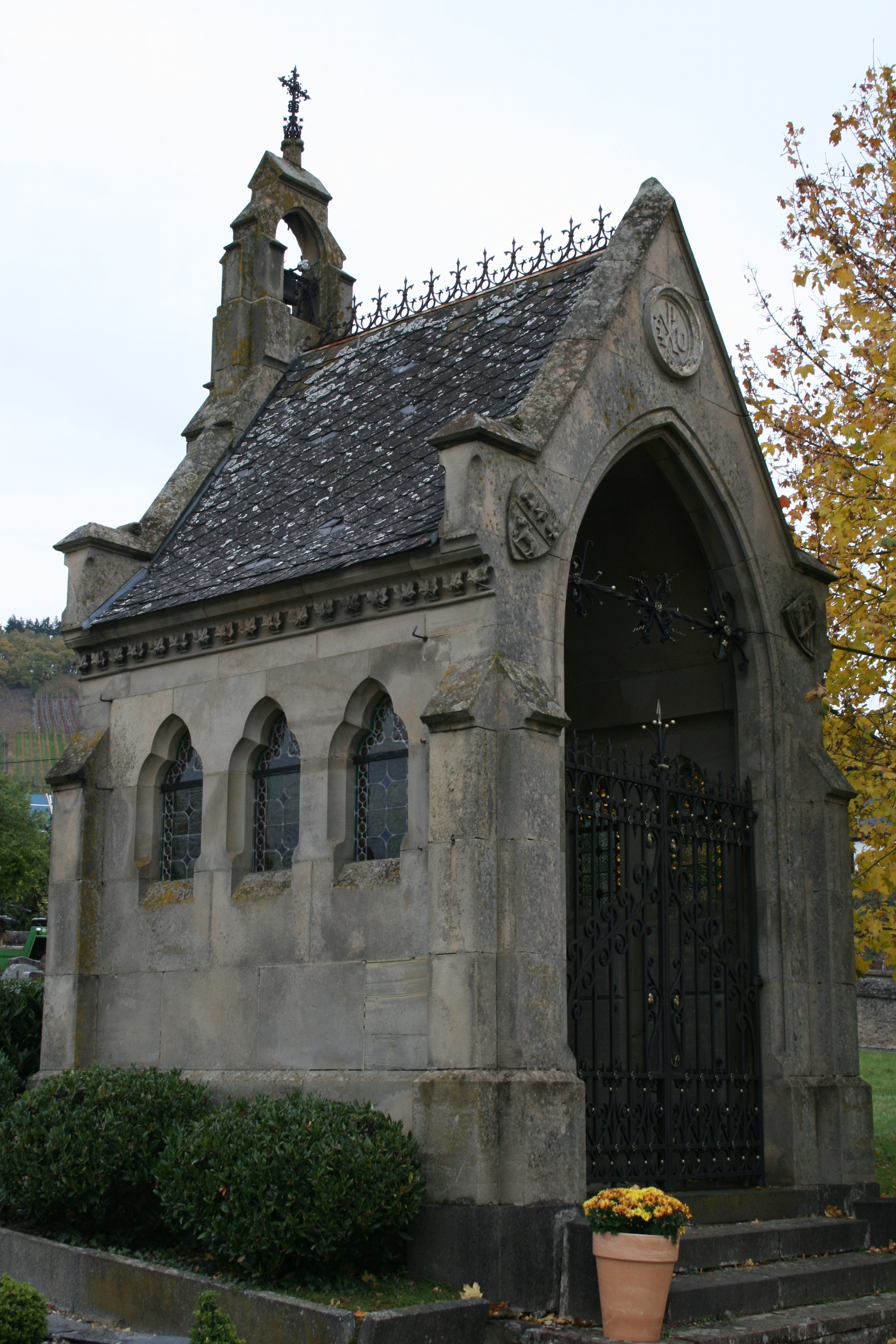
Neugotische Gruftkapelle der Familien Puricelli und von Schorlemer
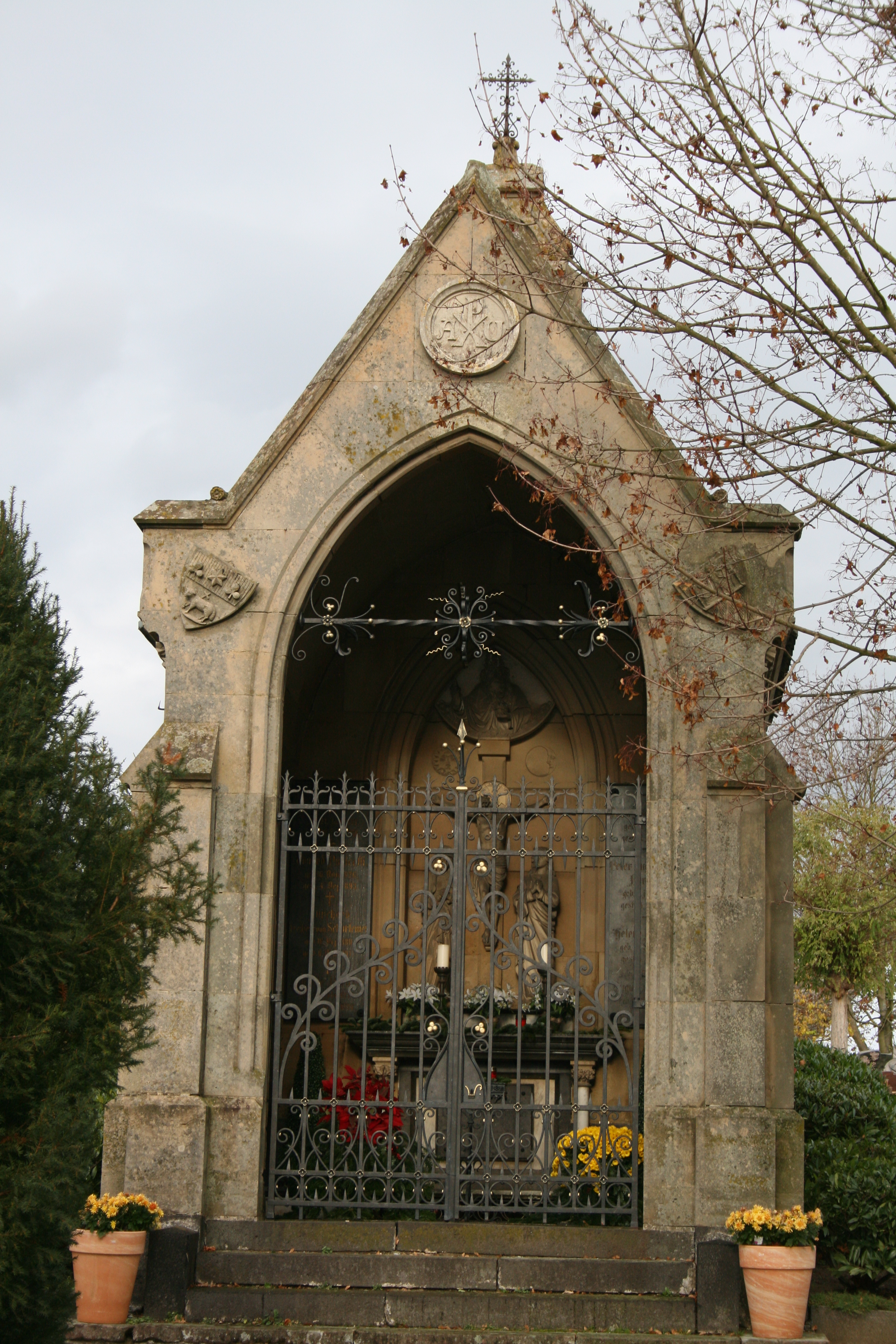
Friedhof Gruftkapelle der Familien Puricelli und von Schorlemer
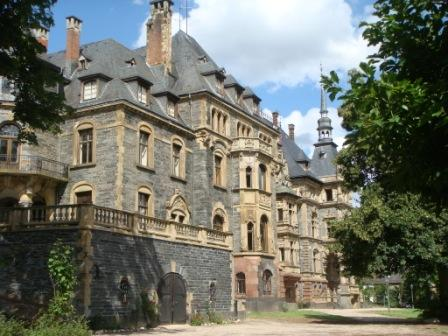
Schloss Lieser bei Bernkastel-Kues